# Fantasy Zone
Fantasy Zone (Japan: ファンタジーゾーン) is een computerspel dat werd uitgebracht in 1986 als arcadespel. Later werd het geporteerd naar andere spelconsoles, zoals de Sega Master System.

## Spel
In het spel bestuurt de speler een ruimteschip genaamd Opa-Opa die een vijandelijke invasie moet stoppen in een groep planeten. Het spel bevat elementen die afwijken van een traditionele shoot 'em up. Opa-Opa wordt soms ook gezien als Sega's eerste mascotte. Het spelontwerp vertoont veel overeenkomsten met het eerder uitgebrachte spel TwinBee.
Er zijn in de loop van de jaren tal van vervolgdelen gemaakt.

## Platforms
| jaar | platform              |
| ---- | --------------------- |
| 1986 | Arcade, Master System |
| 1987 | MSX, NES              |
| 1989 | Sharp X68000          |
| 1997 | Sega Saturn           |
| 1988 | TurboGrafx-16         |
| 2008 | Virtual Console (Wii) |
| 2014 | Virtual Console (3DS) |

## Ontvangst
| Beoordeeld door       | Platform            | Jaar | Score |
| --------------------- | ------------------- | ---- | ----- |
| Game Freaks 365       | Master System       | 2005 | 95%   |
| 1UP!                  | Master System       | 2008 | 86%   |
| IGN                   | Wii Virtual Console | 2008 | 85%   |
| Happy Computer        | Master System       | 1986 | 80%   |
| The Video Game Critic | Master System       | 2001 | 75%   |
| Tilt                  | Master System       | 1987 | 70%   |
| Quebec Gamers         | TurboGrafx-16       | 2005 | 69%   |
| Thunderbolt Games     | Wii Virtual Console | 2008 | 60%   |
| Eurogamer.net (UK)    | Wii Virtual Console | 2008 | 60%   |
| Tilt                  | TurboGrafx-16       | 1990 | 60%   |

## Opvolgers
- Fantasy Zone II: The Tears of Opa-Opa (1987)
- Fantasy Zone: The Maze (1987)
- Galactic Protector (1988)
- Space Fantasy Zone (1990, niet officieel uitgebracht)
- Fantasy Zone (1991)
- Super Fantasy Zone (1992)
- Fantasy Zone (1999)
- Medal de Fantasy Zone (2012)

## In andere spellen
- In de spellen Project X Zone en Project X Zone 2 is Opa-Opa te zien als onderdeel van Ulala's Solo Unit aanval.
- Opa-Opa verschijnt als een downloadbaar schip in het spel Dariusburst: Chronicle Saviours.
- In het spel Sonic & Sega All-Stars Racing is Opa-Opa een speelbaar karakter.